# Траян Додов
Траян Темелков Додов е български революционер, деец на Вътрешната македоно-одринска революционна организация.

## Биография
Траян Додов е роден в 1881 година в битолското село Гявато, тогава в Османската империя. Присъединява се към ВМОРО още в 1895 година. Работи в Цариград, където е част от Цариградския революционен комитет и събира пари за Организацията, които предава в местната българска болница. В 1900 година става нелегален четник. През лятото на 1903 година участва в Илинденско-Преображенското въстание с четата на Наум Бендев, с която се сражава при Доленци и при Гявато, което е изгорено от четата на Бендев. След това се оттеглят към Смилево и участват в голямото сражение там. След изгарянето на Смилево се оттеглят към Боище и Круше.
На 4 март 1943 година, като жител на Гявато, подава молба за народна пенсия. В сведението към молбата пише: „През сръбското време се е ползвал с име на добър българин, не е заемал никаква служба“. Молбата му е одобрена и отпусната от Министерския съвет на Царство България.